# Chartrené
Chartrené est une ancienne commune française située dans le département de Maine-et-Loire, en région Pays de la Loire, devenue le 1er janvier 2016, une commune déléguée de la commune nouvelle de Baugé-en-Anjou.
Cette commune rurale se situe dans le Baugeois, au sud de la ville de Baugé.

## Géographie

### Localisation
Ce village angevin de l'Ouest de la France se situe dans le Baugeois, au sud de Baugé, sur la route D 60 qui va de Beaufort-en-Vallée à Baugé.
Le Baugeois est la partie nord-est du département de Maine-et-Loire. Il est délimité au sud par la vallée de l'Authion et celle de la Loire, et à l'ouest par la vallée de la Sarthe.

### Géologie et relief
L'altitude de Chartrené varie de 33 à 97 mètres, pour une altitude moyenne de 65 mètres, et sa superficie est de près de 4 km2 (379 hectares).
Son territoire se situe sur l'unité paysagère du plateau du Baugeois. Le relief du Baugeois est principalement constitué d'un plateau, aux terrains sablonneux, siliceux ou calcaires, caractérisés par de larges affleurements sédimentaires, crétacés, sables et calcaires aux teintes claires.
Une partie de la commune comporte des zones naturelles d'intérêt écologique, floristique et faunistique (ZNIEFF), pour la zone de l'étang de Chartrené, pour celle de la cavité souterraine de Mont-Rond et celle du bois des Brulis et ses abords.

### Climat
Son climat est tempéré, de type océanique. Le climat angevin est particulièrement doux, du fait de sa situation entre les influences océaniques et continentales. Généralement les hivers sont pluvieux, les gelées rares et les étés ensoleillés.

### Aux alentours
Les communes les plus proches sont Cuon (2 km), Bocé (4 km), Le Vieil-Baugé (4 km), Fontaine-Guérin (5 km), La Lande-Chasles (5 km), Brion (6 km), Le Guédeniau (6 km), Baugé (6 km), Saint-Georges-du-Bois (7 km) et Échemiré (7 km).

## Urbanisme
Morphologie urbaine : le village s'inscrit dans un territoire essentiellement rural.
En 2009 on trouve 40 logements dans la commune de Chartrené, dont 70 % sont des résidences principales, pour une moyenne dans le département de 91 %, et dont 75 % des ménages en sont propriétaires. En 2013, on y trouve 36 logements, dont 65 % sont des résidences principales, pour une moyenne dans le département de 90 %, et dont 65 % des ménages en étaient propriétaires.

## Toponymie et héraldique

### Toponymie
Formes anciennes du nom : Prœdium qui Quartiniacus, Carteniacus en 1070, Carteni en 1056, Chartrene en 1280 puis Chartrené.
Du patronyme latin Quartus (qui signifie le « quatrième ») ou Cartinius suivi du suffixe -acum.
Nom des habitants : les Chartrenéens.

### Héraldique
| Blason de Chartrené | Blason  | D'azur à deux fleurs de lis en chef, accompagnées en pointe d'un rencontre de cerf et en abîme, d'un bâton péri en bande, le tout d'or; au chef losangé d'argent et de gueules. |
| Blason de Chartrené | Détails | Le statut officiel du blason reste à déterminer. |

## Histoire

### Moyen Âge
L'église de Chartrené est fondée au VIIe siècle par l'évêque d'Angers saint Mainboeuf et placée sous le patronage de saint Maurice.
À la fin du Xe siècle, Foulques Nerra abandonne la terre au seigneur de Beaupréau, Josselin de Rennes. Ce n'est que plus tard, au XIe siècle, qu'un prieuré y est établi par l'abbaye Saint-Aubin d'Angers, à la suite des donations de la famille de Chartrené.
Au XVe siècle le roi René, qui aime venir chasser dans les forêts de la région, fait reconstruire le château de Baugé.

### Ancien Régime
Sous l'Ancien Régime, la localité dépend de la sénéchaussée angevine de Baugé, du diocèse d'Angers et de l'archiprêtré de Bourgueil.

### Époque contemporaine
À la réorganisation administrative qui suit la Révolution, en 1790 la commune est rattachée au canton de Fontaine-Guérin, puis à celui de Fougeré, et enfin en 1800 à celui de Baugé. Il est intégré au district de Baugé, puis en 1800 à l'arrondissement de Baugé, et à sa disparition en 1926, à l'arrondissement de Saumur.
Pendant la Première Guerre mondiale, 11 habitants perdent la vie. Lors de la Seconde Guerre mondiale, aucun habitant n'est tué.
En 2014, un projet de fusion de l'ensemble des communes de l'intercommunalité se dessine. Le 18 mai 2015, les conseils municipaux de l'ensemble des communes du territoire communautaire votent la création d'une commune nouvelle au 1er janvier de l'année suivante. L'arrêté préfectoral est signé le 10 juillet et porte sur la création au 1er janvier 2016 de la commune nouvelle de « Baugé-en-Anjou », groupant les communes de Baugé-en-Anjou, Bocé, Chartrené, Cheviré-le-Rouge, Clefs-Val d'Anjou, Cuon, Échemiré, Fougeré, Le Guédeniau et Saint-Quentin-lès-Beaurepaire.

## Politique et administration

### Administration actuelle
Depuis le 1er janvier 2016, Chartrené constitue une commune déléguée au sein de la commune nouvelle de Baugé-en-Anjou et dispose d'un maire délégué.
| Période                                  | Période  | Identité          | Étiquette | Qualité |
| ---------------------------------------- | -------- | ----------------- | --------- | ------- |
| janvier 2016                             | mai 2020 | Brigitte Bonnieux |           |         |
| mai 2020                                 | en cours | Céline Pilardeau  |           |         |
| Les données manquantes sont à compléter. |          |                   |           |         |

### Administration ancienne
La commune est créée à la Révolution. Municipalité en 1790. Le conseil municipal est composé de 9 élus.
| Période                                  | Période       | Identité            | Étiquette | Qualité              |
| ---------------------------------------- | ------------- | ------------------- | --------- | -------------------- |
| 1792                                     |               | François Frémont    |           |                      |
| 1800                                     |               | François Chignard   |           |                      |
| 1806                                     |               | Joseph-Félix Dacier |           |                      |
| 1831                                     |               | Florent Papin       |           |                      |
| 1840                                     |               | Druillet-Delisle    |           |                      |
| 1846                                     |               | Henri Chignard      |           |                      |
| 1860                                     |               | Montanger           |           |                      |
| 1865                                     |               | Grosbois            |           |                      |
| 1870                                     |               | Joseph Monvoisin    |           |                      |
| 1878                                     |               | André Turpin        |           |                      |
| 1896                                     |               | Eugène Guitteau     |           |                      |
| 1904                                     |               | Louis Lebouvier     |           |                      |
| 1912                                     |               | Alexis Heslault     |           |                      |
| 1929                                     |               | Pierre Vaumoron     |           |                      |
| mai 1945                                 |               | Auguste Beaussier   |           |                      |
| mai 1953                                 |               | Henri Cureau        |           |                      |
| mars 1989                                | mars 2008     | Camille Royer       |           | Agriculteur retraité |
| mars 2008                                | décembre 2015 | Brigitte Bonnieux   |           | Vendeuse             |
| Les données manquantes sont à compléter. |               |                     |           |                      |

### Jumelages
La commune ne comporte pas de jumelage.

### Ancienne situation administrative

#### Intercommunalité
La commune est intégrée en 2015 à la communauté de communes du canton de Baugé. Créée en 1995, cette structure intercommunale regroupe les dix communes du canton, dont Cuon, Bocé et Le Vieil-Baugé. Elle a pour objet d'associer des communes au sein d'un espace de solidarité, en vue de l'élaboration d'un projet commun de développement et d'aménagement de l'espace.
La communauté de communes est membre du pays des Vallées d'Anjou, structure administrative d'aménagement du territoire. Le syndicat mixte du pays des vallées d'Anjou (SMPVA) regroupe six communautés de communes : Beaufort-en-Anjou, Canton de Baugé, Canton de Noyant, Loir-et-Sarthe, Loire Longué, Portes-de-l'Anjou.

#### Autres administrations
Conseil de développement du pays des vallées d'Anjou (CDPVA), syndicat intercommunal d'eau et d'assainissement de l'agglomération baugeoise, syndicat mixte intercommunal de valorisation et de recyclage thermique des déchets de l'Est Anjou (SIVERT), syndicat intercommunal pour l'aménagement du Couasnon (SIAC).
Le SIVERT est le syndicat intercommunal de valorisation et de recyclage thermique des déchets de l'Est Anjou, qui se trouve à Lasse.

#### Autres circonscriptions
Jusqu'en 2014, Chartrené fait partie du canton de Baugé et de l'arrondissement de Saumur. Ce canton compte alors les dix mêmes communes que celles de la communauté de communes. Dans le cadre de la réforme territoriale, un nouveau découpage territorial pour le département de Maine-et-Loire est défini par le décret du 26 février 2014. La commune est alors rattachée au canton de Beaufort-en-Vallée, avec une entrée en vigueur au renouvellement des assemblées départementales de 2015.
Chartrené est dans la troisième circonscription de Maine-et-Loire, composée de huit cantons dont Longué-Jumelles et Noyant. La troisième circonscription de Maine-et-Loire est l'une des sept circonscriptions législatives que compte le département.

## Population et société

### Démographie

#### Évolution démographique
L'évolution du nombre d'habitants est connue à travers les recensements de la population effectués dans la commune depuis 1793. À partir du 1er janvier 2009, les populations légales des communes sont publiées annuellement dans le cadre d'un recensement qui repose désormais sur une collecte d'information annuelle, concernant successivement tous les territoires communaux au cours d'une période de cinq ans. 
Pour les communes de moins de 10 000 habitants, une enquête de recensement portant sur toute la population est réalisée tous les cinq ans, les populations légales des années intermédiaires étant quant à elles estimées par interpolation ou extrapolation. Pour la commune, le premier recensement exhaustif entrant dans le cadre du nouveau dispositif a été réalisé en 2004,.
En 2013, la commune comptait 52 habitants, en évolution de −5,45 % par rapport à 2008 (Maine-et-Loire : +3,3 %, France hors Mayotte : +2,49 %).
| 1793 | 1800 | 1806 | 1821 | 1831 | 1841 | 1846 | 1851 | 1856 |
| ---- | ---- | ---- | ---- | ---- | ---- | ---- | ---- | ---- |
| 276  | 202  | 145  | 211  | 226  | 214  | 218  | 209  | 216  |

| 1861 | 1866 | 1872 | 1876 | 1881 | 1886 | 1891 | 1896 | 1901 |
| ---- | ---- | ---- | ---- | ---- | ---- | ---- | ---- | ---- |
| 201  | 196  | 167  | 168  | 163  | 173  | 177  | 199  | 172  |

| 1906 | 1911 | 1921 | 1926 | 1931 | 1936 | 1946 | 1954 | 1962 |
| ---- | ---- | ---- | ---- | ---- | ---- | ---- | ---- | ---- |
| 178  | 150  | 140  | 145  | 125  | 140  | 112  | 99   | 96   |

| 1968 | 1975 | 1982 | 1990 | 1999 | 2004 | 2009 | 2013 | - |
| ---- | ---- | ---- | ---- | ---- | ---- | ---- | ---- | - |
| 86   | 57   | 44   | 49   | 54   | 56   | 55   | 52   | - |

En 2011, c'est la commune la moins peuplée du département.

#### Pyramide des âges
La population de la commune est relativement âgée. Le taux de personnes d'un âge supérieur à 60 ans (43,6 %) est en effet supérieur au taux national (21,8 %) et au taux départemental (21,4 %).
Contrairement aux répartitions nationale et départementale, la population masculine de la commune est supérieure à la population féminine (54,5 % contre 48,7 % au niveau national et 48,9 % au niveau départemental).
La répartition de la population de la commune par tranches d'âge est, en 2008, la suivante :
- 54,5 % d'hommes (0 à 14 ans = 13,3 %, 15 à 29 ans = 13,3 %, 30 à 44 ans = 13,3 %, 45 à 59 ans = 13,3 %, plus de 60 ans = 46,6 %) ;
- 45,5 % de femmes (0 à 14 ans = 12 %, 15 à 29 ans = 16 %, 30 à 44 ans = 16 %, 45 à 59 ans = 16 %, plus de 60 ans = 40 %).

| Hommes | Classe d’âge | Femmes |
| ------ | ------------ | ------ |
| 3,3    | 90 ans ou +  | 4,0    |
| 13,3   | 75 à 89 ans  | 12,0   |
| 30,0   | 60 à 74 ans  | 24,0   |
| 13,3   | 45 à 59 ans  | 16,0   |
| 13,3   | 30 à 44 ans  | 16,0   |
| 13,3   | 15 à 29 ans  | 16,0   |
| 13,3   | 0 à 14 ans   | 12,0   |

| Hommes | Classe d’âge | Femmes |
| ------ | ------------ | ------ |
| 0,4    | 90 ans ou +  | 1,1    |
| 6,3    | 75 à 89 ans  | 9,5    |
| 12,1   | 60 à 74 ans  | 13,1   |
| 20,0   | 45 à 59 ans  | 19,4   |
| 20,3   | 30 à 44 ans  | 19,3   |
| 20,2   | 15 à 29 ans  | 18,9   |
| 20,7   | 0 à 14 ans   | 18,7   |

### Vie locale
Services publics présents dans la commune : mairie. D'autres services publics se trouvent à Baugé, dont le collège, l'hôpital intercommunal et le centre de secours.
La plupart des structures de santé se trouvent à Baugé (6 km), comme l'hôpital local, l'hôpital intercommunal du Baugeois et de la Vallée (95 places), et plusieurs maisons de retraite.
La collecte des déchets ménagers (tri sélectif) est organisée par la communauté de communes du canton de Baugé. La déchèterie intercommunale se situe dans la commune de Saint-Martin-d'Arcé.
Très répandu dans le Baugeois, un cercle de boule de fort est présent dans la commune.

## Économie

### Tissu économique
En 2009, seuls six établissements sont présents dans la commune, dont 17 % relevaient du secteur de l'agriculture (pour 18 % dans le département). L'année suivante, en 2010, sur six établissements présents dans la commune, 17 % relèvent du secteur de l'agriculture (pour une moyenne de 17 % dans le département), aucun du secteur de l'industrie, 33 % du secteur de la construction, 33 % de celui du commerce et des services et 17 % du secteur de l'administration et de la santé.
En 2013, sur les 7 établissements actifs dans la commune, 14 % relèvent du secteur de l'agriculture (pour une moyenne de 12 % dans le département), aucun du secteur de l'industrie, 29 % du secteur de la construction, 43 % de celui du commerce et des services et 14 % du secteur de l'administration et de la santé.

### Agriculture
Liste des appellations présentes sur le territoire :
- IGP Bœuf du Maine, IGP Porc de la Sarthe, IGP Volailles de Loué, IGP Volailles du Maine, IGP Œufs de Loué,
- IGP Cidre de Bretagne ou cidre breton,
- IGP Maine-et-Loire blanc, IGP Maine-et-Loire rosé, IGP Maine-et-Loire rouge, IGP Val de Loire blanc, IGP Val de Loire rosé, IGP Val de Loire rouge.

## Culture locale et patrimoine

### Lieux et monuments
La commune de Chartrené comporte plusieurs inscriptions à l'inventaire du patrimoine, dont trois monuments historiques.
- Château de Chartrené, des XVe et XVIe siècles, Monument historique inscrit le 26 juin 1968 (PA00109030).
- Église Saint-Maurice, des XIIe XVIIe et XVIIIe siècles, Monument historique inscrit le 26 octobre 1972 (PA00109031).
- Presbytère de Chartrené, du XVIIIe siècle, Monument historique inscrit le 21 décembre 1984 (PA00109032).

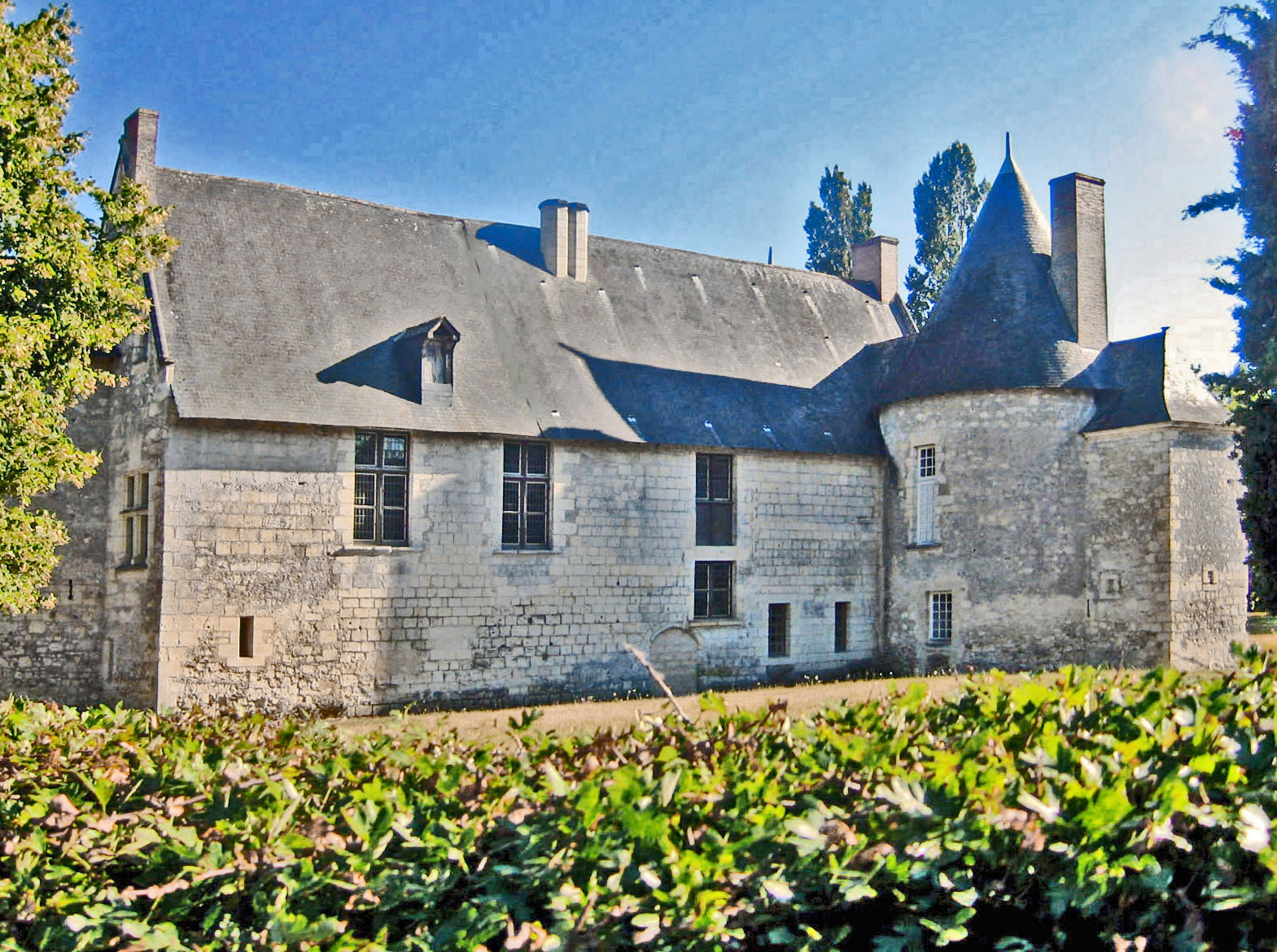
Château de Chartrené.
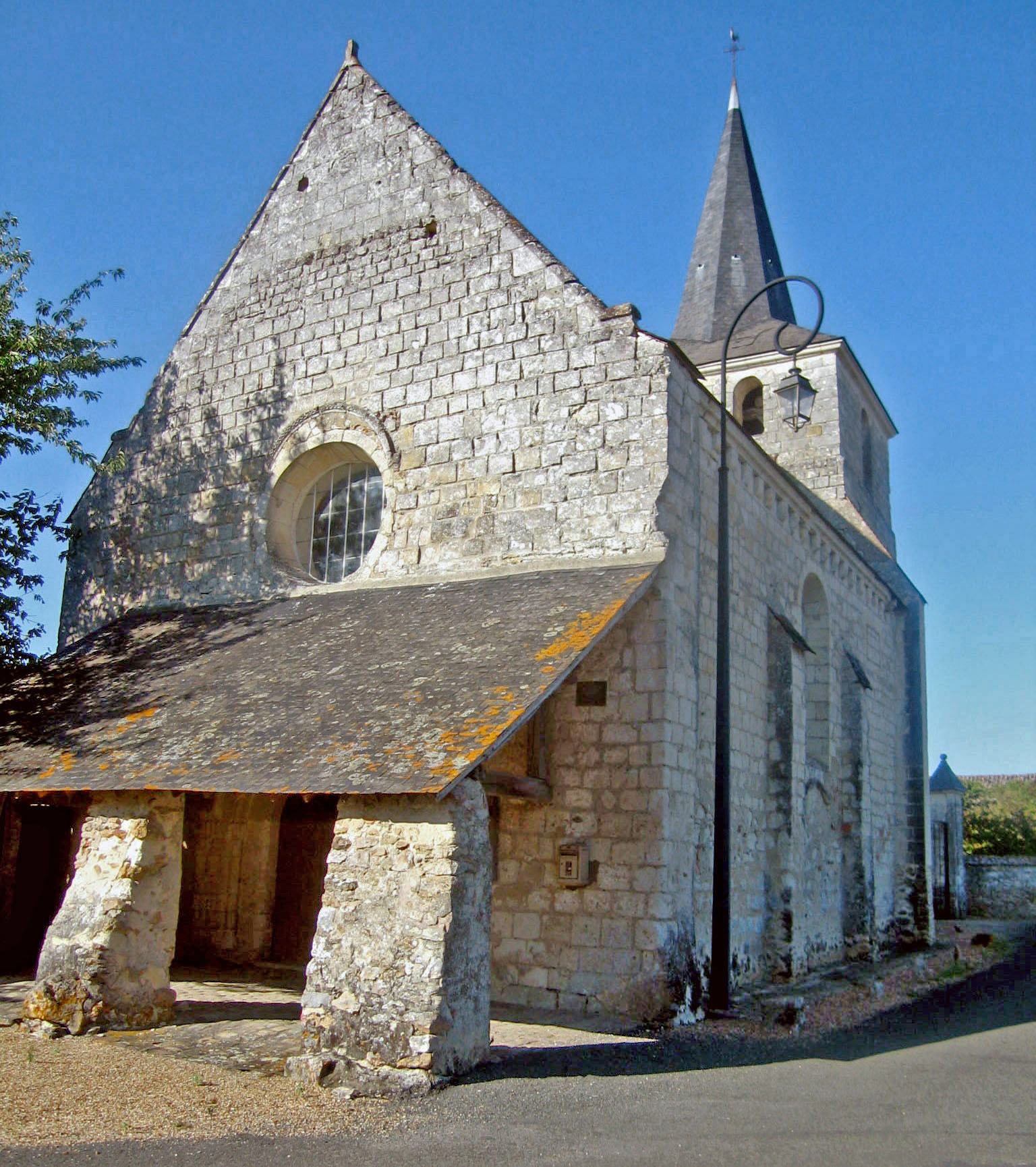
Église Saint-Maurice.
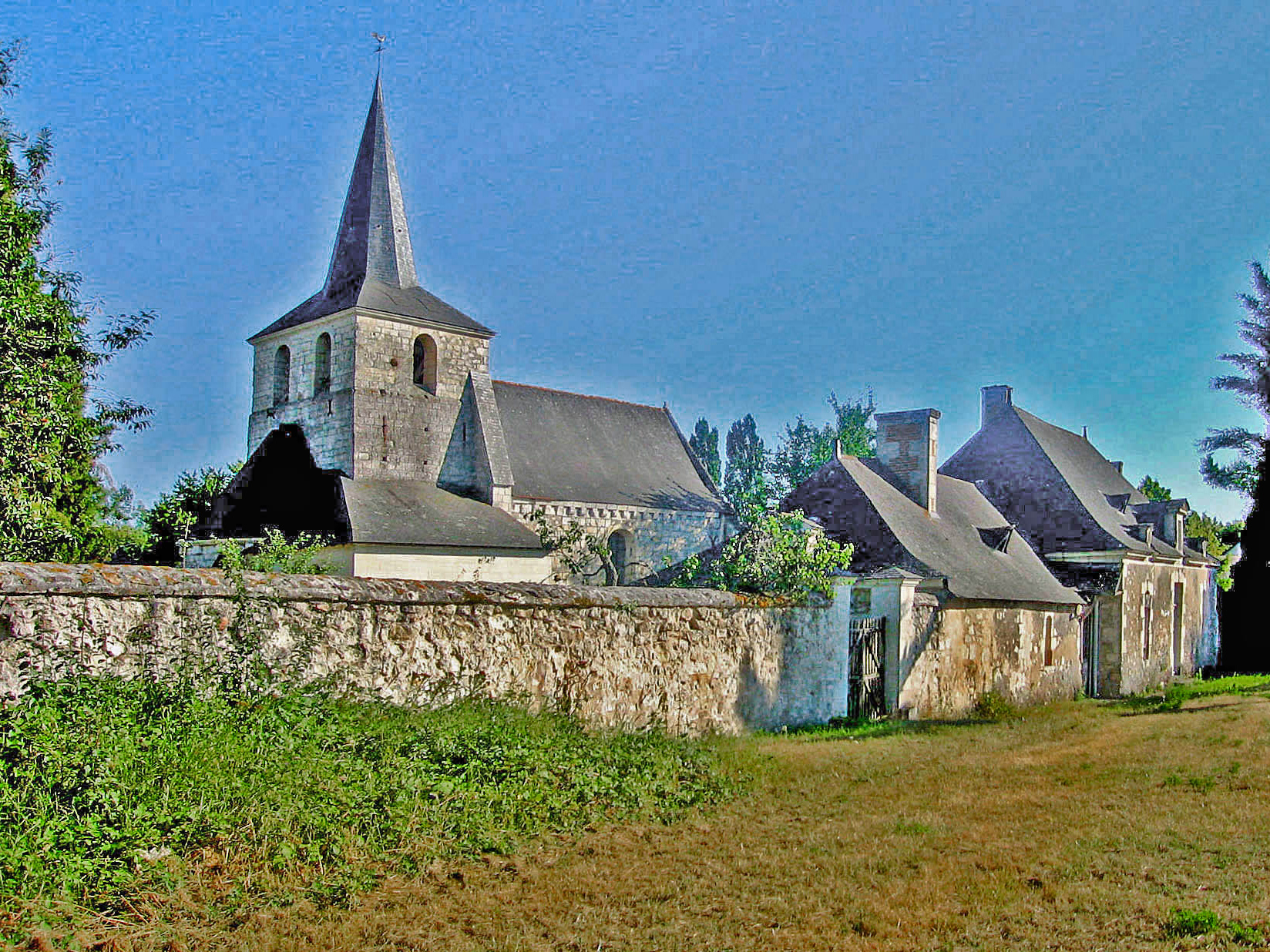
Presbytère.

- Plusieurs fermes et maisons, des XVe XVIIe XVIIIe et XIXe siècles, Inventaire général.
- Moulin de Chartrené, des XVe et XIXe siècles, Inventaire général.
- Prieuré de Bénédictins, des XIe XVe et XIXe siècles, fondé vers 1030 par l'abbaye Saint-Aubin d'Angers, Inventaire général.